# پاول کرالوتس
پاول کرالوتس (چکی: Pavel Královec؛ زادهٔ ۱۶ اوت ۱۹۷۷) داور فوتبال اهل جمهوری چک است.
وی از سال ۲۰۰۵ وارد فهرست داوران فیفا شده‌است. از مسابقات مهمی که وی قضاوت کرده‌است، می‌توان به جام ملت‌های اروپا ۲۰۱۶ اشاره کرد.